# Warren Barguil
Warren Barguil (født 28. oktober 1991 i Hennebont) er en fransk cykelrytter, der cykler for det professionelle cykelhold Team Picnic-PostNL. Han er mest kendt for at vinde to etaper ved Vuelta a España 2013 og to etaper i 2017-udgaven af Tour de France, den ene af sidstnævnte endda iført den prikkede bjergtrøje og som den første franskmand i 12 år med en etapesejr på Bastilledagen. Han holdt desuden bjergtrøjen hele vejen til Paris. Warren Barguil har deltaget ved Tour de France seks gange i perioden 2015 til 2020.
Barguil blev sendt ud af Vueltaen 2017 af sit hold Sunweb, efter etape 7. Ifølge teamet er årsagen, at han ikke kørte i overensstemmelse med holdets målsætninger. Efterfølgende sluttede Sunweb hans kontrakt et år før tid, og han skiftede til Fortuneo-Samsic for 2018-sæsonen.

## Resultater
2009
 Fransk mester, landevej (junior)
2011
7. etape, Tour de l'Avenir
2012
2. etape, Tour des Pays de Savoie
Samlet og 4. etape, Tour de l'Avenir
2013
13. og 16. etape, Vuelta a España
2017
Tour de France
13. etape
18. etape
 Bjergtrøjen

### Tidslinje over samlede resultater fra den generelle klassifikation
| Tidslinje over samlede reultater fra Grand Tour     |      |      |      |      |      |
| Grand Tour                                          | 2013 | 2014 | 2015 | 2016 | 2017 |
| Giro d'Italia                                       | —    | —    | —    | —    | —    |
| Tour de France                                      | —    | —    | 14   | 23   | 10   |
| Vuelta a España                                     | 38   | 8    | —    | DNF  | DNF  |
| Tidslinje over samlede reultater fra store etapeløb |      |      |      |      |      |
| Løb                                                 | 2013 | 2014 | 2015 | 2016 | 2017 |
| Paris-Nice                                          | 72   | —    | DNF  | —    | 8    |
| Tirreno-Adriatico                                   | —    | —    | —    | —    | —    |
| Volta a Catalunya                                   | —    | 9    | 17   | 22   | —    |
| Baskerlandet Rundt                                  | DNF  | 20   | —    | DNF  | 16   |
| Tour de Romandie                                    | —    | —    | —    | —    | DNF  |
| Critérium du Dauphiné                               | 18   | —    | —    | —    | 30   |
| Tour de Suisse                                      | —    | 30   | 12   | 3    | —    |